# Trochalus crampelanus
Trochalus crampelanus är en skalbaggsart som beskrevs av Moser 1917. Trochalus crampelanus ingår i släktet Trochalus och familjen Melolonthidae. Inga underarter finns listade i Catalogue of Life.